# Julia Dujmovits
Julia Dujmovits (Güssing, 12 de junio de 1987) es una deportista austríaca que compite en snowboard, especialista en las pruebas de eslalon paralelo.
Participó en tres Juegos Olímpicos de Invierno, entre los años 2014 y 2022, obteniendo una medalla de oro en Sochi 2014, en el eslalon paralelo, y el sexto lugar en Pekín 2022, en el eslalon gigante paralelo.
Ganó tres medallas en el Campeonato Mundial de Snowboard entre los años 2013 y 2021.
Fue la abanderada de Austria en la ceremonia de apertura de los Juegos de Pekín 2022.

## Medallero internacional
| Juegos Olímpicos   | Juegos Olímpicos      | Juegos Olímpicos  | Juegos Olímpicos         |
| Año                | Lugar                 | Medalla           | Prueba                   |
| ------------------ | --------------------- | ----------------- | ------------------------ |
| 2014               | Sochi (Rusia)         | Medalla de oro    | Eslalon paralelo         |
| Campeonato Mundial |                       |                   |                          |
| Año                | Lugar                 | Medalla           | Prueba                   |
| 2013               | Stoneham (Canadá)     | Medalla de plata  | Eslalon gigante paralelo |
| 2015               | Kreischberg (Austria) | Medalla de plata  | Eslalon paralelo         |
| 2021               | Rogla (Eslovenia)     | Medalla de bronce | Eslalon gigante paralelo |